# التبصیر فی الدین و تمیز فرقه الناجیه
التبصیر فی الدین و تمیز فرقه الناجیه یا بصیرت در دین و تشخیص فرقه درست  تألیف امام ابوالمظفر شاهفور بن طاهر اسفراینی (متوفی 471 هجری قمری)، ملقب به برهان متکلمین. کتاب توسط امام محمد زاهد الکوثری بررسی و شرح داده شده است.

## موضوع و محتوای کتاب
اسفراینی کتاب خود را به پانزده باب تقسیم میکند که در آن شرح عقاید اهل دین و رسوایی های اهل انحراف و ملحدان را بیان کرده است که به شرح زیر است:
   باب اول: در توضیح اولین اختلافی که بعد از رحلت رسول خدا صلی الله علیه و آله و سلم در اسلام پدید آمد و آنچه از اختلاف در ایام صحابه یا مقربان ظاهر شد.
   قسمت دوم: تبیین فرقه های ملت بر جمله
   فصل سوم: روافض و شرح رسوایی آنها
   فصل چهارم: خوارج و رسوایی های آنان.
   باب پنجم: قدریه ملقب به معتزله و شرح رسوایی آنها.
   فصل ششم: مرجیه و شرح رسوایی آنها.
   فصل هفتم: نجاریه و شرح رسوایی های آنها.
   فصل هشتم: ضراریه و شرح رسوایی آنها.
   فصل نهم: البکریه و بیان رسوایی آنها.
   باب دهم: جهمیه و شرح رسوایی آنها.
   فصل یازدهم: کراریه و شرح رسوایی آنها.
   فصل دوازدهم: تفصیل مطالب مشکوک و افشای رسوایی های آنها.
   باب سیزدهم: توضیح فرقه هایی که از دین مبین اسلام هستند و از گروه مسلمانان نیستند و جزء هفتاد و دو  نیستند و بیش از بیست فرقه هستند.
   فصل چهاردهم: شرح مقالات گروهی از ملحدان که قبل از ظهور حکومت اسلامی بودند.
   باب پانزدهم: در تبیین عقاید اهل سنت و جماعت و بیان کرامات و محاسن و آثار آنها در دین
1. ↑  التبصير في الدين وتمييز الفرقة الناجية عن الفرق الهالكين. بایگانی‌شده  در ۲۰۱۷-۰۶-۲۰ توسط Wayback Machine